# Longitarsus huberi
Longitarsus huberi es un coleóptero de la familia Chrysomelidae. Fue descrita científicamente en 1988 por LeSage.